# Guy Ignolin
Guy Ignolin (* 14. November 1936 in Vernou-sur-Brenne; † 15. Dezember 2011 in Perros-Guirec) war ein französischer Radrennfahrer.

## Sportliche Laufbahn
Ignolin war im Straßenradsport aktiv. Als Amateur gewann er 1958 die Route de France. Ignolin war von 1960 bis 1967 Berufsfahrer, nachdem er 1959 als Unabhängiger gestartete war. Seinen ersten Vertrag als Profi erhielt er im Radsportteam Rapha-Gitane-Dunlop. Seine bedeutendsten Erfolge waren die Etappensiege in der Tour de France 1961 und 1963, als er gleich zwei Tageserfolge verbuchen konnte. 1960 siegte er im Etappenrennen Circuit d’Auvergne. Diesen Sieg konnte er 1961 und 1962 wiederholen.
In der Saison 1962 gewann er den Grand Prix de Fourmies mit zwei Etappenerfolgen vor Gérard Thiélin. In der Vuelta a España 1963 war er auf zwei Tagesabschnitten erfolgreich. Den Circuit du Morbihan (bei drei Etappenerfolgen) und das Rennen Boucles de l’Aulne konnte er 1965 für sich entscheiden. 1967 kamen zwei Etappenerfolge in der Tour de Picardie dazu, die er als Zweiter hinter Peter Glemser beendete. 1968 siegte er im Etappenrennen Ruban Granitier Breton.
Viermal startete er in der Tour de France. 1961 wurde er 59., 1962 dann 78. des Endklassements. 1963 wurde er 37., 1967 schied er aus. Im Giro d’Italia 1964 wurde er 74. Die Vuelta a España fuhr er 1961 und 1965, wobei er ausschied. 1963 wurde er 38. des Gesamtklassements.